# Prima guerra civile in Sudan
La prima guerra civile in Sudan ha avuto luogo dal 1955 al 1972 tra il governo centrale del Sudan e i separatisti del sud, che rivendicavano una maggiore autonomia regionale. È noto anche come "la ribellione di Anyanya" o "Anyanya I" dal nome dell'armata separatista sudanese meridionale formatasi durante il conflitto (in lingua Madi, parlata in Sudan del Sud e Uganda, Anyanya significa "veleno di serpente"). Si calcola che mezzo milione di persone (in massima parte civili) perì nel corso dei 17 anni di guerra.
L'accordo che pose fine ai combattimenti nel 1972 non è riuscito a fugare completamente le tensioni che avevano portato all'inizio della guerra civile, causando una riaccensione del conflitto nord-sud sfociata nella seconda guerra civile sudanese (o Anyanya II) (1983-2005).

## Origine del conflitto
Fino al 1946 il Regno Unito, in collaborazione con il governo d'Egitto, amministrò il sud ed il nord del Sudan come due regioni diverse, dopodiché, per via della strategia Britannica nel Medio Oriente, le due zone furono fuse in un'unica regione amministrativa. Questa azione fu presa senza consultarsi con il Sudan del Sud il quale temeva di essere sottomesso dal potere politico del Sudan del Nord, geograficamente più grande ed esteso.
Il Sudan Meridionale è culturalmente subsahariano ed è popolato principalmente da animisti e cristiani, mentre il nord è abitato da musulmani i quali si considerano di cultura araba.
Dopo l'accordo del 1953 del Regno Unito con l'Egitto, di concedere l'indipendenza al Sudan, le tensioni interne tra nord e sud crebbero, ed arrivarono al loro apice il 1º gennaio del 1956 quando i leader politici del nord non mantennero gli accordi di instaurare un governo federale concedendo grande autonomia al sud.

## Corso della guerra
Nell'agosto del 1955 membri della britannica Sudan Defence Force e della polizia locale si ammutinarono a Torit e in altre città del Sudan meridionale. L'ammutinamento venne prontamente soppresso anche se alcuni sopravvissuti scapparono dalle città verso le aree rurali per propagandare l'ammutinamento anche in quelle zone. Non sufficientemente armati non costituirono un serio problema per il nuovo potere coloniale dell'appena costituito governo sudanese.
Malgrado ciò i ribelli si evolverono in un movimento secessionista composto dagli ammutinati del 1955 e da studenti del Sudan Meridionale. Questi gruppi diedero vita all'esercito di guerriglieri detto anche Anyanya (nome con il quale si indica anche il conflitto, spesso indicato come Anyanya 1 per distinguerlo dalla seconda guerra civile sudanese o Anyanya 2 che iniziò con l'ammutinamento del 1974 della guarnigione militare di Akobo). Partendo dalla regione di Equatoria, tra il 1963 ed il 1969 Anyanya si estese anche agli altri Stati del Sudan Meridionale dell'Alto Nilo e di Bahr al Ghazal, anche se fu altamente penalizzata dai contrasti interni delle diverse etnie indigene.
Il governo non approfittò della loro debolezza a causa della propria faziosità ed instabilità.
Il primo governo indipendente del Sudan, del primo ministro Ismail al-Azhari,fu di breve durata e gli succedette una coalizione di diversi partiti conservatori il quale a sua volte fu messo fuori gioco da un colpo di Stato da parte del generale Ibrahim Abboud nel 1958. Il risentimento verso il governo militare condusse la popolazione a una protesta generale la quale condusse, a sua volta, alla creazione di un governo ad interim nell'ottobre del 1964. A queste proteste prese parte anche Hasan al-Turaba, il quale allora era solo un leader di studenti.
Tra il 1966 ed il 1969 una serie di amministrazioni governative islamiche non si dimostrarono capaci di risolvere i problemi economici ed etnici del Paese. Il 22 maggio 1969, dopo un secondo colpo di Stato militare, il colonnello Ja'far al-Nimeyri divenne primo ministro e subito eliminò i partiti del governo precedente. 
Ci fu un altro colpo di Stato nel 1971 tra marxisti e anti-marxisti e un breve governo amministrato dal Partito Comunista Sudanese prima che fazioni anticomuniste rimisero al potere Nimeiry. Nello stesso anno il tedesco Rolf Steiner, che clandestinamente aiutò i ribelli, fu catturato a Kampala, in Uganda, e deportato a Khartoum dove fu condannato a morte per le sue attività antigovernative; poi però rilasciato tre anni più tardi per via di insistenti richieste da parte del governo dell'allora Germania dell'Ovest.
Nel 1971 l'ufficiale Joseph Lagu riunì sotto il suo controllo tutte le forze ribelli dando loro il nome di South Sudan Liberation Movement (SSLM). Questa fu la prima volta nella storia della guerra che tutte le forze separatiste ebbero modo di avere una struttura unificata per adempiere agli obiettivi di secessione e alla formazione dello stato indipendente del Sudan Meridionale. Fu anche la prima organizzazione a potere dire di parlare a rappresentanza dell'intero sud del paese. La mediazione del Consiglio Ecumenico delle Chiese e della All African Conference of Churches (AACC), tutte e due le quali impiegarono anni a guadagnarsi la fiducia delle due fazioni in lotta per il potere, e dell'imperatore etiope Haile Selassie I riuscì a far sì che le parti giungessero agli Accordi di Addis Abeba nel marzo 1972 che posero fine al conflitto. In cambio della cessione delle ostilità, alla gente del Sudan del Sud, fu concessa una singola regione amministrativa con vari e definiti poteri amministrativi.

## Effetti della guerra
Cinquecentomila persone, tra le quali solo centomila guerriglieri armati, perirono nello scontro durato 17 anni. Il conflitto causò anche centinaia di migliaia di profughi costretti a fuggire abbandonando la propria terra. Gli Accordi di Addis Abeba permisero una tregua che fu però di breve durata a causa delle continue violazioni di patti, mai completamente realizzati. Privati dell'autonomia richiesta e promessa, i popoli del Sudan del Sud diedero vita ad agitazioni popolari a partire dalla metà degli anni settanta fino ad arrivare all'ammutinamento militare del 1983 che sancì l'inizio della seconda guerra civile sudanese.